# 鹿児島県小学校の廃校一覧
鹿児島県小学校の廃校一覧（かごしまけんしょうがっこうのはいこういちらん）は、鹿児島県内の廃校になった小学校の一覧。対象となるのは、学制改革（1947年）以降に廃校となった小学校と分校、小学校から義務教育学校へ移行した学校である。学校名は廃校当時のもの。廃校時に小学校が所在していた自治体がその後合併により消滅している場合は、現行の自治体に含める。また現在休校中の県内の小学校（分校）も、参考として記載する。
（）内は廃校になった年（もしくは休校になった年）、統合先の小学校など。なお、※印付きの小学校は、廃校決定まで数年〜数十年の休校期間があった小学校である。

## 鹿児島市
- 鹿児島市立龍水小学校（1970年鹿児島市立清水小学校[1]と鹿児島市立吉野小学校[2]へ分割統合）
- 鹿児島市立福平小学校火の河原分校（1976年）[3]
- 鹿児島市立高免小学校（1994年休校[4]、児童は鹿児島市立黒神小学校へ通学[5]、2026年義務教育学校の鹿児島市立桜島学校新設に伴い廃校予定[6]）
- 鹿児島市立改新小学校（1997年休校[7]、2014年廃校[7]）
- 谷山市立中山小学校平治分校（1966年鹿児島市立谷山小学校〈当時：谷山市立〉へ統合）[8]
- 郡山町立郡山小学校〈旧〉（1971年統合により鹿児島市立郡山小学校〈当時：郡山町立〉へ）[9]
- 郡山町立常盤小学校（同上）[9]
- 郡山町立大谷小学校（同上）[9]
- 西桜島村立桜峰小学校新島分校（1972年）[10][11]

## 鹿屋市

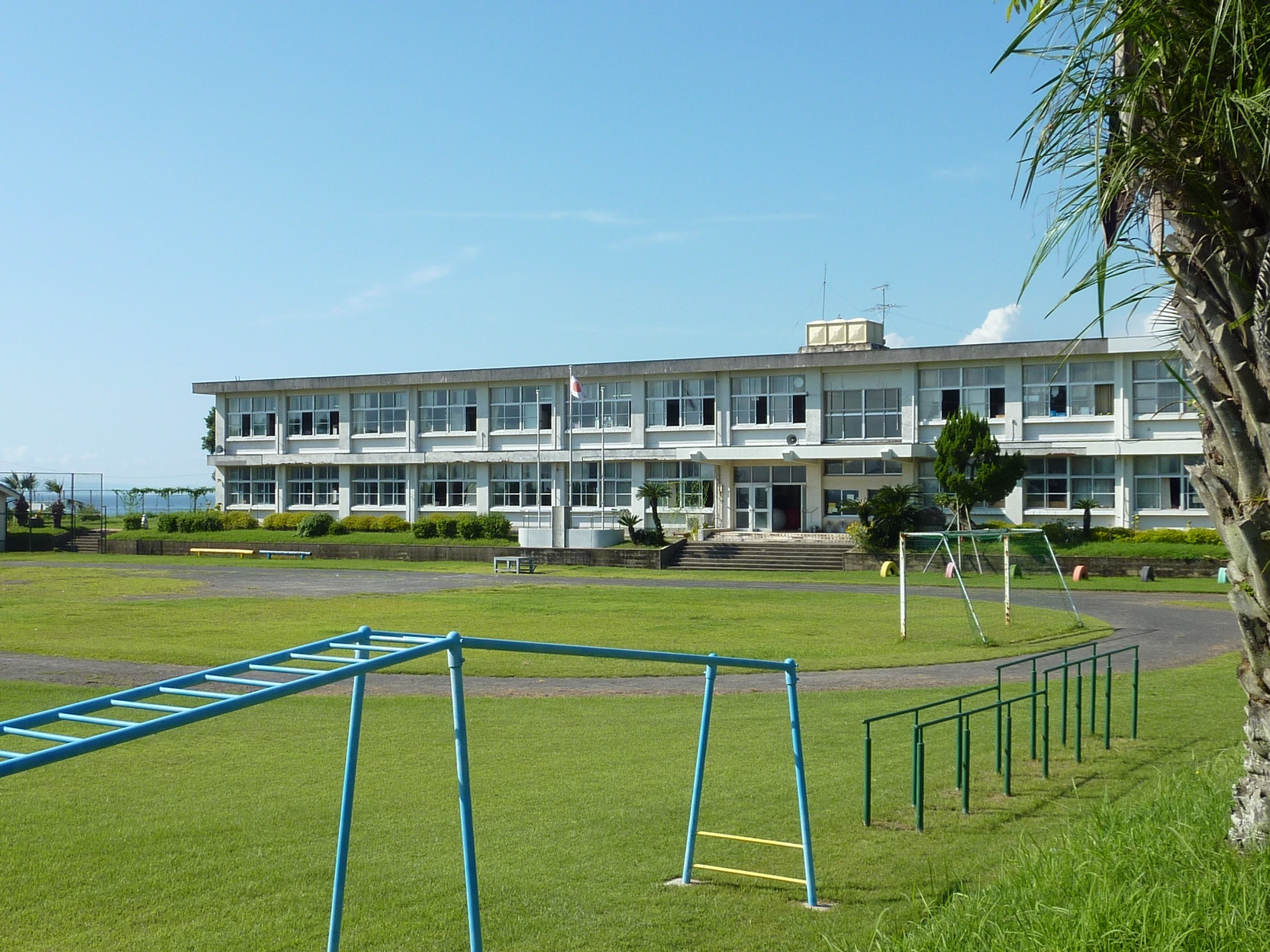
現役当時の菅原小学校。2008年の映画『チェスト!』撮影地となった。閉校後は「ユクサおおすみ海の学校」として活用されている（2010年撮影）

- 鹿屋市立西俣小学校星塚分校

国立療養所星塚敬愛園に入所していたハンセン病患者向けの分校。新規入園者が皆無となったことから閉校となった。閉校時期について『鹿屋市史 下巻』（1995年）や『かのや風土記』（2023年）では「1966年閉校」としているが、星塚敬愛園ウェブサイト「園の概要 学校跡」や西俣小学校が2022年9月に発行した学校だよりでは「1967年休校・1974年3月閉校」としている。
- 鹿屋市立高牧小学校（1947年鹿屋市立西原小学校の分校より独立するも、1971年鶴羽小へ統合）[16][13]
- 鹿屋市立桜町小学校（1949年新城村立新城小学校[注釈 1]の分校より独立するも、1971年鶴羽小へ統合。跡地は1972年より社会福祉法人愛光会が運営する障害者支援施設「桜町学園」として活用）[17][13]
- 鹿屋市立柏木小学校（1988年鹿屋市立高隈小学校へ統合。校舎は柏木コミュニティセンターへ転用）[18][13]
- 鹿屋市立岳野小学校（1949年百引村立百引小学校岳野分教場[注釈 2]より独立するも、1990年休校〈当時：輝北町立〉、児童は委託タクシーにより百引小学校へ通学[19]、2011年鹿屋市立輝北小学校新設により廃校）[20]
- 鹿屋市立百引小学校（2011年統合により輝北小へ）[20]
- 鹿屋市立平南小学校（同上）[20]
- 鹿屋市立高尾小学校（同上）[20]
- 鹿屋市立市成小学校（同上）[20]
- 鹿屋市立鶴羽小学校（2013年鹿屋市立花岡小学校〈通称：鹿屋市立小中一貫校花岡学園〉新設により廃校）[20][21]
- 鹿屋市立古江小学校（同上）[20][21]
- 鹿屋市立菅原小学校（同上）[20][21]
- 鹿屋市立神野小学校（2013年鹿屋市立吾平小学校へ統合）[20][22]
- 鹿屋市立浜田小学校（2015年鹿屋市立大姶良小学校へ統合）[20][23]
- 鹿屋市立高須小学校（2020年鹿屋市立野里小学校へ統合）[20]

## 枕崎市
- 枕崎市立金山小学校（2014年枕崎市立桜山小学校へ統合）[24]

## 阿久根市
- 阿久根市立大川小学校本之牟礼分校（1976年）[25]
- 阿久根市立隼人小学校（1997年休校、2006年廃校）[25]
- 阿久根市立田代小学校（2022年休校）[26]

## 出水市
- 出水市立米ノ津東小学校沖田分校（1956年）[27]
- 出水市立東出水小学校芭蕉分校（1964年）[28]
- 出水市立出水小学校定之段分校（1974年）[29]
- 出水市立大川内東小学校（1976年出水市立大川内小学校へ統合）[30]
- 出水市立丸塚小学校（1983年出水市立西出水小学校へ統合）[31]
- 出水市立米ノ津東小学校桂島分校（1991年休校、1993年再開、2003年再休校、2005年2度目の再開、2007年3度目の休校）[27]
- 出水市立荘小学校（2017年出水市立荘中学校と統合し義務教育学校の出水市立鶴荘学園へ移行）[32]
- 米之津町立米ノ津小学校福ノ江分校（1955年12月）[33]
- 高尾野町立江内小学校宮崎分校（1969年）[34]
- 高尾野町立高尾野小学校平八重分校（1973年）
- 野田町立岩渕小学校（1977年）[35]

## 指宿市
- 指宿市立今和泉小学校小牧分校（1968年）[36]
- 指宿市立山川小学校〈旧〉（2021年統合により指宿市立山川小学校〈新〉へ）[37]
- 指宿市立大成小学校（同上）[37]
- 指宿市立徳光小学校（同上）[37]
- 指宿市立利永小学校（同上）[37]

## 西之表市
- 西之表市立馬毛島小学校（1980年休校、1996年廃校）[38]
- 西之表市立鴻峰小学校（2001年休校、2014年9月1日廃校）[39]
- 西之表市立立山小学校（2015年休校）[40]

## 垂水市

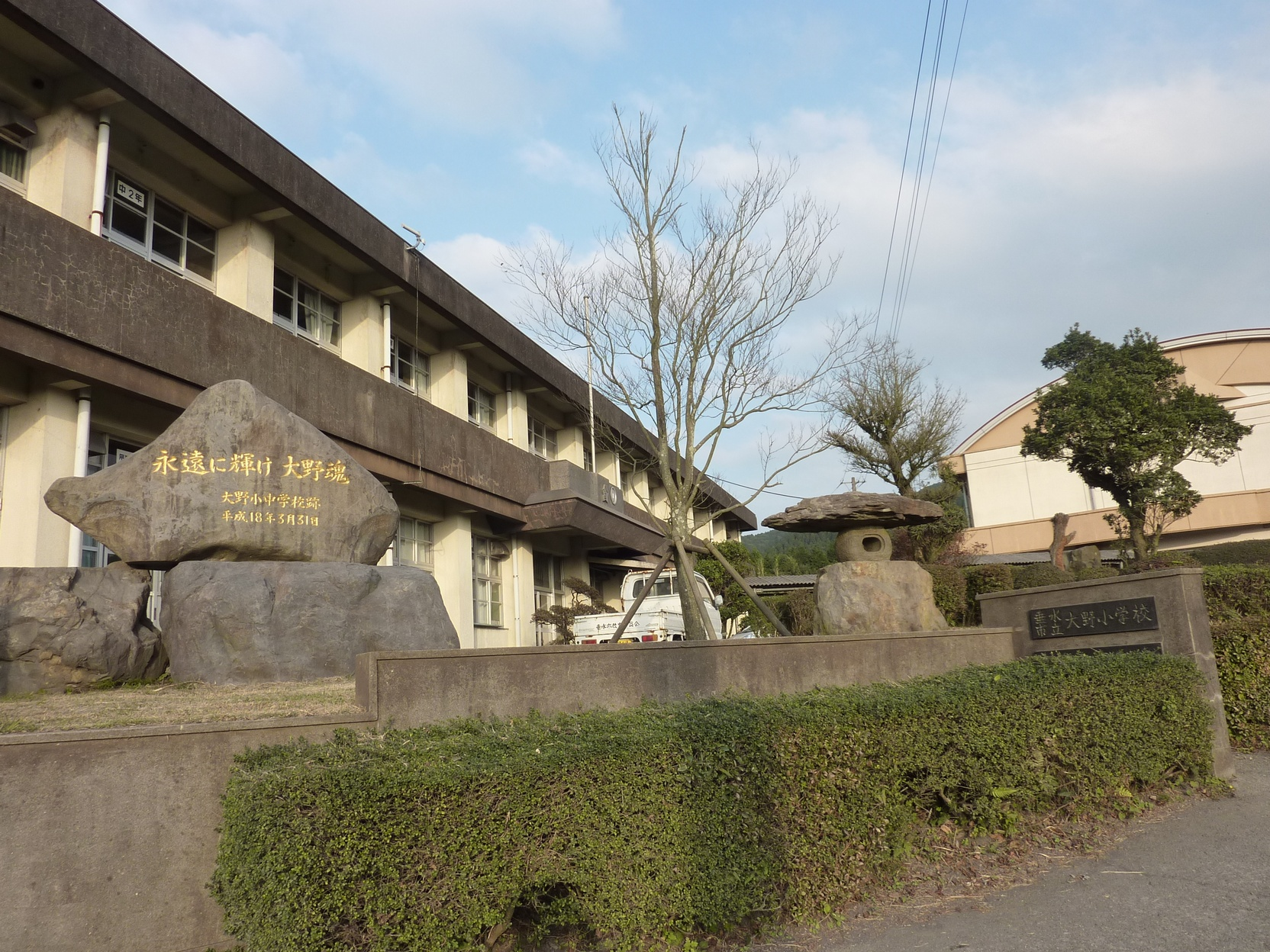
大野小学校・中学校（2011年撮影）

- 垂水市立大野小学校（2006年垂水市立水之上小学校へ統合）[41]
- 垂水町立大野小学校高峠分校（1954年）[注釈 3][43]
- 垂水市立境小学校（2022年休校）[44]

## 薩摩川内市

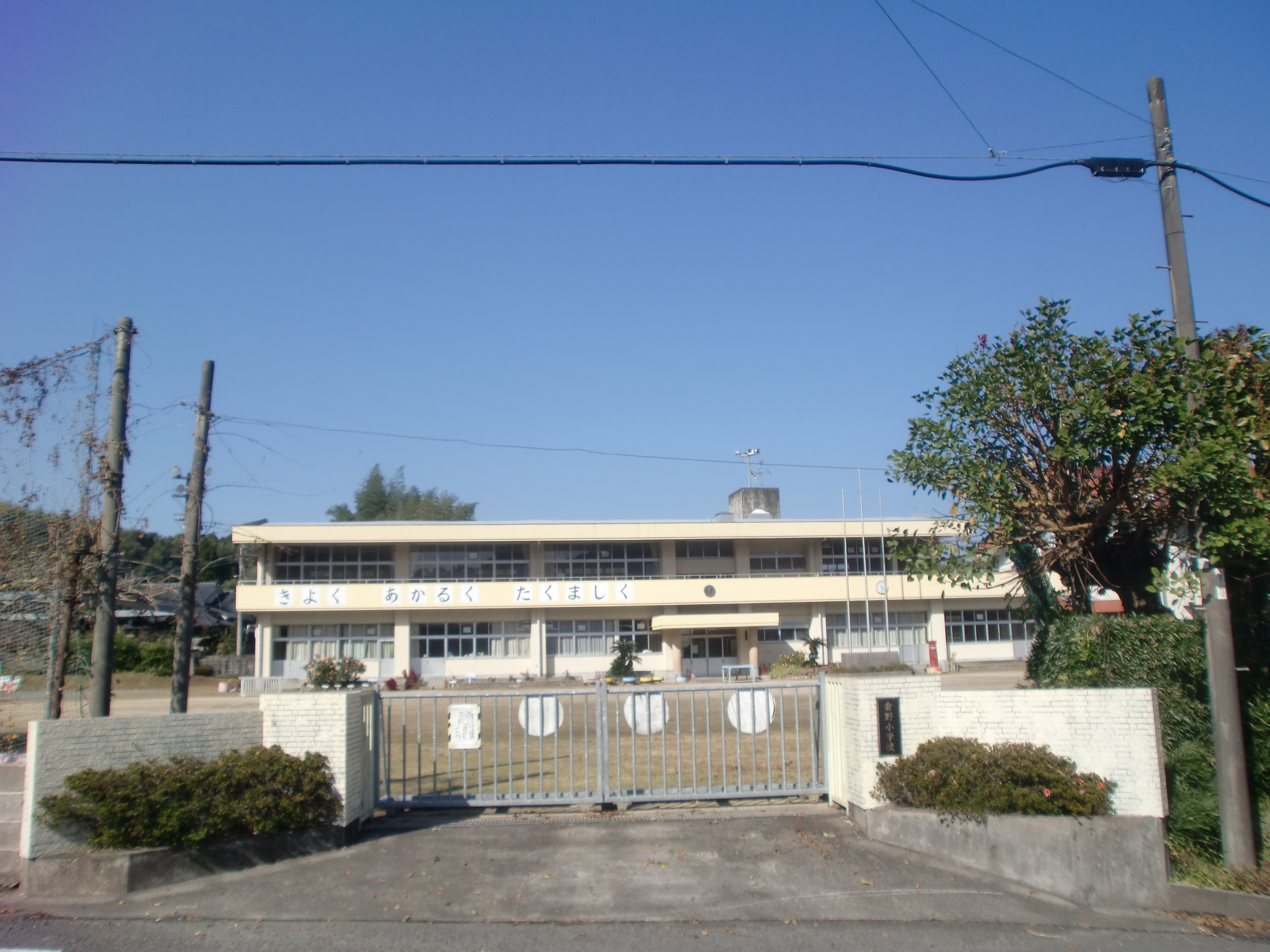
2010年度を以て樋脇小学校へ統合された倉野小学校

- 薩摩川内市立浦内小学校（2008年薩摩川内市立中津小学校へ統合）[39]
- 薩摩川内市立倉野小学校（2010年薩摩川内市立樋脇小学校へ統合）[45][注釈 4]
- 薩摩川内市立平良小学校（2011年[46]中津小へ統合[47][注釈 5]）
- 薩摩川内市立野下小学校（2011年）[48]
- 薩摩川内市立寄田小学校（2012年薩摩川内市立水引小学校へ統合）[49]
- 薩摩川内市立滄浪小学校（同上）[49]
- 薩摩川内市立子岳小学校（2012年薩摩川内市立手打小学校へ統合）[50]
- 薩摩川内市立青瀬小学校（2012年薩摩川内市立長浜小学校へ統合）[39]
- 薩摩川内市立藤本小学校（2013年）[51]
- 薩摩川内市立西山小学校（2013年[52]）[53]
- 薩摩川内市立西方小学校（2013年水引小へ統合）[54]
- 薩摩川内市立湯田小学校（2014年水引小へ統合）[55]
- 薩摩川内市立吉川小学校（2015年[56]）
- 薩摩川内市立南瀬小学校（2017年東郷小へ統合）[57]
- 薩摩川内市立山田小学校（同上）[57]
- 薩摩川内市立鳥丸小学校（同上）[57]
- 薩摩川内市立藤川小学校（同上）[57]
- 薩摩川内市立陽成小学校（2018年薩摩川内市立高来小学校へ統合）[58]
- 薩摩川内市立朝陽小学校（2018年薩摩川内市立入来小学校へ統合）[59]
- 薩摩川内市立大馬越小学校（同上）[59]
- 薩摩川内市立東郷小学校（2019年薩摩川内市立東郷中学校と統合し薩摩川内市立東郷学園義務教育学校へ移行）[60]
- 薩摩川内市立黒木小学校（2024年薩摩川内市立祁答院小学校新設に伴い廃校[61]）
- 薩摩川内市立藺牟田小学校（同上[61]）
- 薩摩川内市立上手小学校（同上[61]）
- 薩摩川内市立大軣小学校（同上、校地は大軣小学校を継承[61]）
- 上甑村立江石小学校（1969年中津小へ統合）[47]
- 祁答院町立大村小学校（1977年轟小と統合し薩摩川内市立大軣小学校〈当時：祁答院町立〉へ）[62]
- 祁答院町立轟小学校（1977年大村小と統合し大軣小へ）[62]
- 下甑村立内川内小学校（1978年）[35]
- 川内市立永利小学校厚生園分校（1979年鹿児島県立串木野養護学校川内分校開校に伴い廃校）[63]
- 入来町立八重小学校（1980年）[64]

## 日置市
- 日置市立皆田小学校（2007年日置市立湯田小学校へ統合）[65]
- 日置市立扇尾小学校（2016年日置小へ統合）[66]
- 日置市立日置小学校（2018年統合により日吉小へ）[66]
- 日置市立吉利小学校（同上）[66]
- 日置市立住吉小学校（同上）[66]
- 日置市立日新小学校（同上）[66]
- 日置市立日吉小学校（2021年日吉中と統合し義務教育学校の日置市立日吉学園へ移行）[67]
- 下伊集院村立神之川小学校（1956年伊作田小川原分校へ統合）[68]
- 東市来町立伊作田小学校川原分校（1975年）[68]
- 伊集院町立東陽小学校（1957年美山小の一部および共進小と統合し日置市立伊集院北小学校〈当時：伊集院町立〉へ）[69]
- 伊集院町立共進小学校（1957年美山小の一部および東陽小と統合し伊集院北小へ）[69]
- 吹上町立坊野小学校（1980年日置市立永吉小学校〈当時：吹上町立〉へ統合）[70]
- 吹上町立吹上小学校（1985年[35]日置市立伊作小学校〈当時：吹上町立〉へ統合[71]）
- 吹上町立野首小学校（同上）[35][71]
- 吹上町立藤元小学校（同上）[35][71]
- 吹上町立平鹿倉小学校（同上）[35][71]
- 東市来町立高山小学校（1992年日置市立上市来小学校〈当時：東市来町立〉へ統合）[72]

## 曽於市
- 曽於市立大隅南小学校（2022年曽於市立岩川小学校へ統合）[73]
- 曽於市立財部北小学校（2023年曽於市立財部小学校へ統合）[74]
- 曽於市立高岡小学校（2024年曽於市立末吉小学校へ統合[75]）
- 大隅町立桑之迫小学校（1962年大隅町立大隅南小学校桑之迫教場となり、1963年新校舎竣工により完全統合）[76][77]
- 大隅町立荒谷小学校（1962年大隅町立大隅南小学校荒谷教場となり、1963年新校舎竣工により完全統合）[76][78]
- 大隅町立坂元小学校（1964年大隅町立大隅北小学校坂元教場となり、1965年新校舎竣工により完全統合）[79]
- 大隅町立折田小学校（1964年大隅町立大隅北小学校折田教場となり、1965年新校舎竣工により完全統合）[79]
- 大隅町立恒吉小学校〈旧〉（1969年統合により曽於市立恒吉小学校〈当時：大隅町立〉となり、1970年新校舎竣工により完全統合）[80][81]
  - 当時の大隅町は恒吉小学校を含めた「4校統合」としている[80]。また、1970年度以降の恒吉小学校は4校区の地理的中心である貝ヶ塚の西側の台地に位置するが、1969年度までの恒吉小学校は恒吉麓（麓集落）に位置していた[80]。
- 大隅町立大谷小学校（1875年創立、1914年桜島の大正大噴火により恒吉尋常小学校大谷分教場となるが、1928年大谷尋常小学校として再独立、1969年恒吉小学校へ名目統合、1970年完全統合）[82][81]
- 大隅町立須田木小学校（1878年創立、1914年桜島の大正大噴火により恒吉尋常小学校の分教場となるが、1930年須田木尋常小学校として再独立、1969年恒吉小学校へ名目統合、1970年完全統合）[83][81]
- 大隅町立神牟礼小学校（1949年恒吉村立恒吉小学校神牟礼分教場として創立、1950年神牟礼分校に変更。1952年に恒吉村立神牟礼小学校として独立も1969年恒吉小学校へ名目統合、1970年完全統合））[84][81]
- 末吉町立高岡小学校黒仁田分校（1968年）[注釈 6]

## 霧島市
- 東国分村立小村小学校（1950年木島小と統合し霧島市立国分西小学校〈当時：東国分村立〉へ）[注釈 7]
- 東国分村立木島小学校（1950年小村小と統合し国分西小へ）
- 東国分村立湊小学校（1951年上川小と統合し東小へ）
- 東国分村立上川小学校（1951年湊小と統合し東小へ）
- 横川町立高木小学校（1963年霧島市立安良小学校〈当時：横川町立〉へ統合）[85]
- 横川町立山ヶ野小学校（1971年安良小へ統合）[85]
- 隼人町立日当山小学校〈旧〉（1968年統合により霧島市立日当山小学校〈当時：隼人町立〉へ）[86]
- 隼人町立姫城小学校（同上）[86]
- 隼人町立松永小学校（同上）[86]
- 国分市立清水小学校（1970年統合により霧島市立国分北小学校〈当時：国分市立〉へ）[87]
- 国分市立東襲山小学校（同上）[87]
- 国分市立郡山小学校（同上）[87]
- 国分市立上之段小学校（1975年統合により霧島市立国分南小学校〈当時：国分市立〉へ）[88]
- 国分市立敷根小学校（同上）[88]
- 国分市立東小学校（同上）[88]
- 国分市立下井小学校（同上）[88]
- 国分市立本戸小学校（1981年[89]）
- 福山町立福地小学校（1976年[85]）
- 福山町立比曽木野小学校（1976年[85]）
- 福山町立福沢小学校（1983年[85]）
- 霧島市立福山小学校（2025年休校[90]）
- 霧島市立三体小学校（2025年休校[90]）

## いちき串木野市
- いちき串木野市立土川小学校（2010年）[91]
- いちき串木野市立冠岳小学校（2021年）[92]

## 南さつま市
- 南さつま市立栗野小学校（2010年施設一体型小中一貫校の坊津学園小学校新設により廃校）[93]
- 南さつま市立清原小学校（同上）[93]
- 南さつま市立坊泊小学校（同上）[93]
- 南さつま市立久志小学校（同上）[93]
- 南さつま市立坊津学園小学校（2017年義務教育学校の南さつま市立坊津学園へ移行）[93]
- 南さつま市立白川小学校（2013年阿多小へ統合）[94]
- 南さつま市立大坂小学校（同上）[94]
- 南さつま市立大田小学校（同上）[94]
- 南さつま市立笠沙小学校〈旧〉（2014年統合により南さつま市立笠沙小学校〈新〉へ）[95]
- 南さつま市立赤生木小学校（同上）[95]
- 南さつま市立玉林小学校（同上）[95]
- 南さつま市立久木野小学校（2015年南さつま市立加世田小学校へ統合）[96]
- 南さつま市立津貫小学校（2016年加世田小へ統合）[97]
- 南さつま市立田布施小学校（2023年阿多小および南さつま市立金峰中学校と統合し義務教育学校の南さつま市立金峰学園へ移行）[98]
- 南さつま市立阿多小学校（同上）[98]
- 南さつま市立内山田小学校（2024年加世田小へ統合[99]）
- 南さつま市立長屋小学校（同上[99][100]）
- 加世田市立内山田小学校鉄山分校（1969年）[101]
- 坊津町立秋目小学校（1971年南さつま市立大浦小学校〈当時：大浦町立〉へ統合[102]）
- 金峰町立笹連小学校（1982年）[35]

## 志布志市
- 志布志市立四浦小学校（2000年休校、2002年再開、2008年再休校、2015年廃校）[103]
- 志布志市立八野小学校（2011年）[104]

## 奄美市
- 名瀬市立知名瀬小学校（1958年根瀬部小と統合し名瀬市立知根小学校へ）[105]
- 名瀬市立根瀬部小学校（1958年知名瀬小と統合し知根小へ）[105]
- 名瀬市立朝日小学校双葉分校（1975年休校、1992年廃校）[106]
- 笠利町立喜瀬小学校（1963年用安小と統合し奄美市立緑が丘小学校〈当時：笠利町立〉へ）[107]
- 笠利町立用安小学校（1963年喜瀬小と統合し緑が丘小へ）[107]
- 住用村立東城小学校和瀬分校（2005年休校、2006年廃校）[108]

## 南九州市

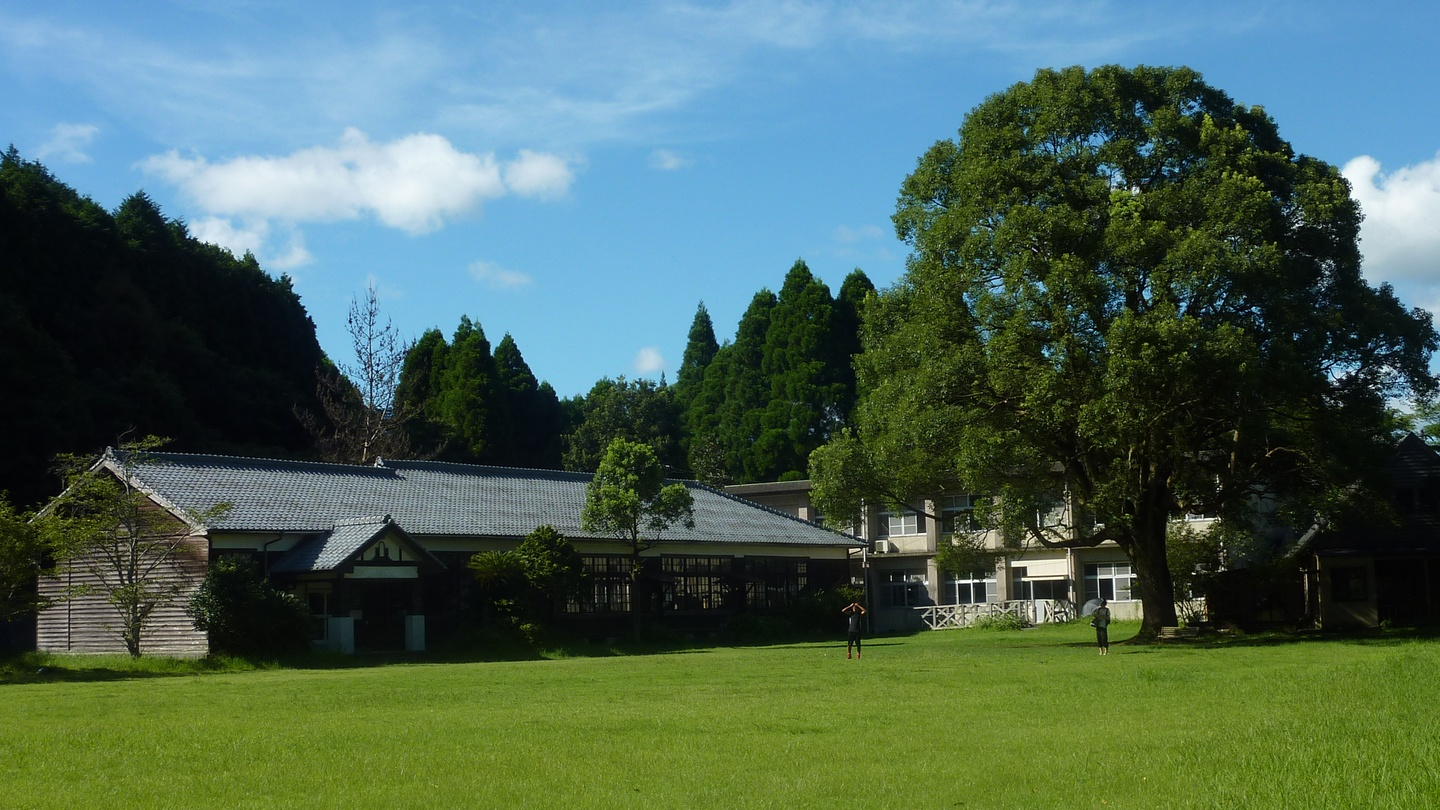
川辺町立長谷小学校跡。かわなべ森の学校して活用されている（現在の南九州市、2010年撮影）

- 南九州市立神殿小学校（2017年南九州市立川辺小学校へ統合）[109]
- 南九州市立田代小学校（2019年川辺小へ統合）[109]
- 南九州市立手蓑小学校（2020年南九州市立知覧小学校へ統合）[110]
- 南九州市立松原小学校（2021年南九州市立別府小学校へ統合）[111]
- 南九州市立松ヶ浦小学校（2025年南九州市立霜出小学校へ統合[112]）
- 川辺町立瀬戸山小学校（1983年[35]）
- 川辺町立長谷小学校（1990年[35]）

## 伊佐市

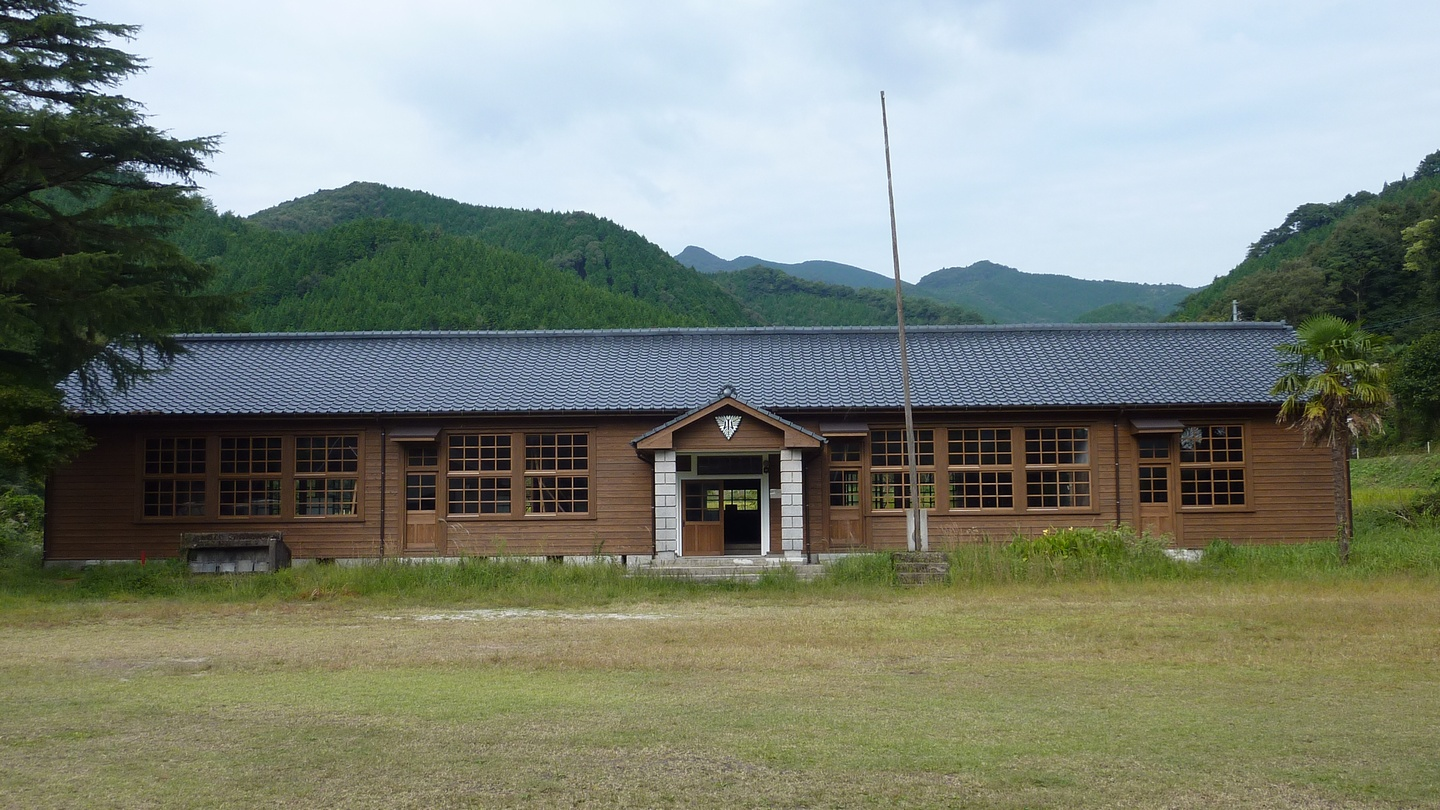
大口市立布計小学校跡。2006年の映画『THE WINDS OF GOD -KAMIKAZE-』撮影地となった（現在の伊佐市、2010年撮影）

- 伊佐市立山野西小学校（1959年山野小上場分校から独立、2012年廃校[113]）
- 伊佐市立羽月北小学校（1946年羽月小山ノ神分校から独立、2012年休校、2017年廃校）[114]
- 大口市立大口東小学校間根ヶ平分校（1960年8月）[115]
- 大口市立布計小学校（1979年）[116]
- 大口市立牛尾小学校笹野分校（1980年）[117]
- 菱刈町立田中小学校黒園分校（1960年）[118]
- 菱刈町立菱刈小学校新川分校（1971年）[注釈 8]

## 姶良市

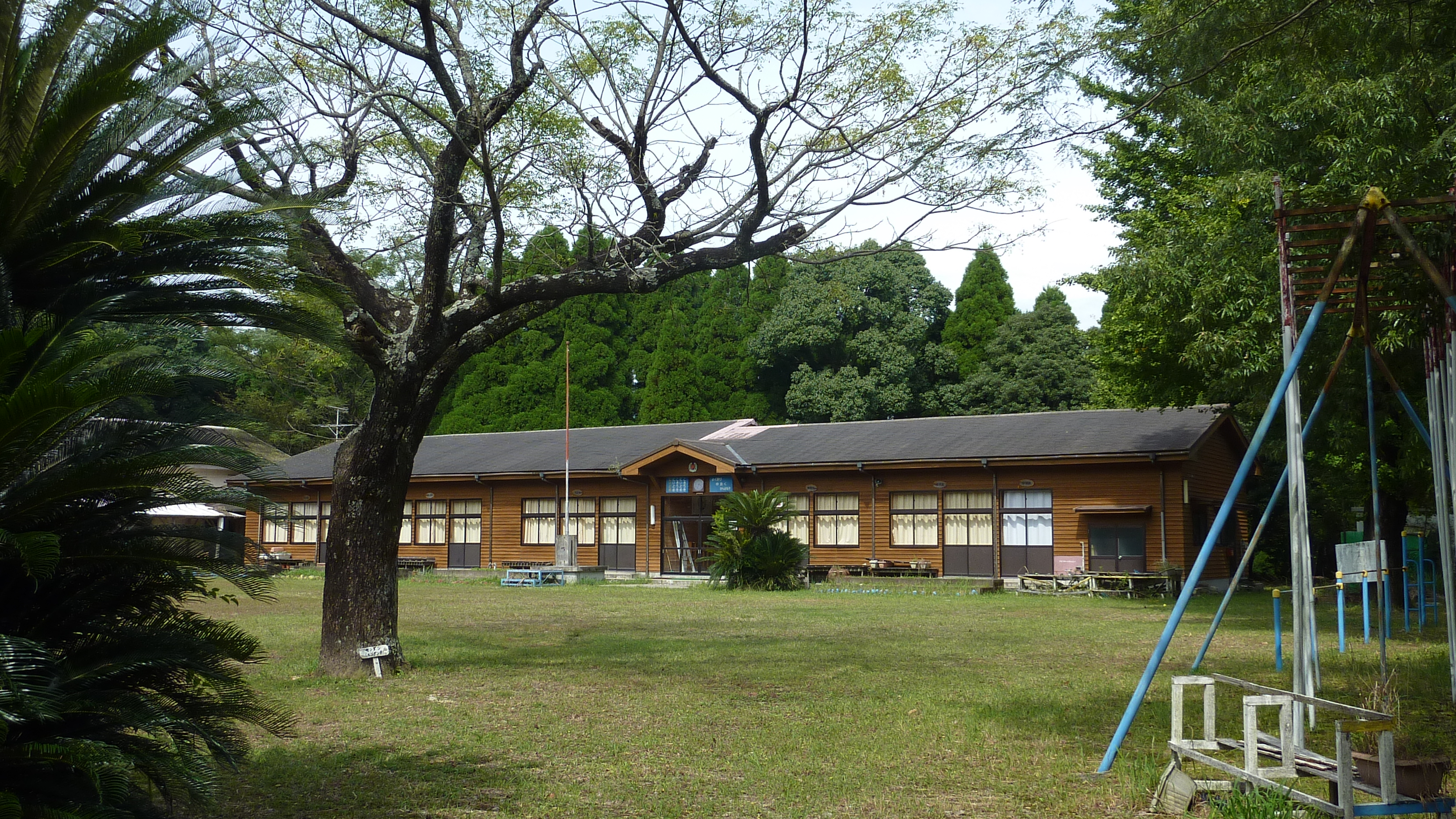
休校中の新留小学校。休校までの7日間に迫ったテレビCMが全日本シーエム放送連盟主催・ACC CMフェスティバルのグランプリを獲得した（姶良市、2011年撮影）

- 姶良市立新留小学校（2007年休校〈当時：蒲生町立〉、2020年9月1日廃校[119]）
- 姶良市立大山小学校（2015年12月1日）[120]
- 姶良町立船津小学校（1963年三叉小と統合し姶良市立三船小学校〈当時：姶良町立〉へ）[121]
- 姶良町立三叉小学校（1963年船津小と統合し三船小へ）[121]
- 姶良町立重富小学校高牧分校（1966年）[122]
- 姶良町立山田小学校飛野分校（1966年）[122]
- 姶良町立成美小学校（1968年統合により姶良市立北山小学校〈当時：姶良町立〉へ）[123]
- 姶良町立木津志小学校（同上）[123]
- 姶良町立堂山小学校（同上）[123]
- 姶良町立鎮守小学校（1971年姶良市立永原小学校〈当時：加治木町立〉へ統合）[注釈 9]
- 加治木町立中野小学校（1974年姶良市立柁城小学校〈当時：加治木町立〉へ統合）[124]

## 鹿児島郡
十島村では2024年度、三島村では2020年度に全ての小・中学校が義務教育学校へ移行している。
- 十島村立中之島小学校朝日分校（1966年）[注釈 10]
- 十島村立中之島小学校臥蛇島分校（1970年7月全島民の離島に伴い廃校[126]）
- 十島村立中之島小学校日之出分校（1977年）[35]
- 十島村立宝島小学校小宝島分校〈初代〉（1979年廃校、1988年再開校、2016年小宝島小として独立）[39]
- 十島村立口之島小学校（2024年義務教育学校の十島村立口之島学園へ移行[125]）
- 十島村立中之島小学校（2024年義務教育学校の十島村立中之島学園へ移行[125]）
- 十島村立平島小学校（2024年義務教育学校の十島村立平島学園へ移行[125]）
- 十島村立諏訪之瀬島小学校（2024年義務教育学校の十島村立諏訪之瀬島学園へ移行[125]）
- 十島村立悪石島小学校（2024年義務教育学校の十島村立悪石島学園へ移行[125]）
- 十島村立宝島小学校（2024年義務教育学校の十島村立宝島学園へ移行[125]）
- 十島村立小宝島小学校（2024年義務教育学校の十島村立小宝島学園へ移行[125]）
- 三島村立三島小学校（2020年三島中と統合し義務教育学校の三島村立三島硫黄島学園へ移行）[127]
- 三島村立竹島小学校（2020年竹島中と統合し義務教育学校の三島村立三島竹島学園へ移行）[128]
- 三島村立大里小学校（2020年大里中と統合し義務教育学校の三島村立三島大里学園へ移行）[129]
- 三島村立片泊小学校（2020年片泊中と統合し義務教育学校の三島村立三島片泊学園へ移行）[130]

## 薩摩郡
- さつま町立求名小学校狩宿分校（2007年休校、2010年廃校）[131]
- さつま町立泊野小学校（2016年さつま町立盈進小学校へ統合）[132]
- さつま町立白男川小学校（同上）[132]
- さつま町立平川小学校（同上）[132]
- さつま町立紫尾小学校（2016年さつま町立柏原小学校へ統合）[132]
- さつま町立柊野小学校（同上）[132]
- さつま町立鶴田小学校〈2代目〉（2022年流水小と統合しさつま町立鶴田小学校〈3代目〉へ）[132]
- さつま町立流水小学校（2022年鶴田小〈2代目〉と統合し鶴田小〈3代目〉へ）[132]
- さつま町求名小学校（2024年統合によりさつま町立薩摩小学校へ[132][133]）
- さつま町永野小学校（同上[132][133]）
- さつま町中津川小学校（同上[132][133]、校地は中津川小学校を継承[注釈 11][134][135]）
- 鶴田村立鶴田小学校〈初代〉（1962年神子小と統合し鶴田村立鶴田小学校〈2代目〉へ）[136]
- 鶴田村立神子小学校（1962年鶴田小〈初代〉と統合し鶴田小〈2代目〉へ）[136]
- 薩摩町立永野小学校金山分校（1968年）[137]
- 宮之城町立山崎小学校久富木分校（1981年）[35]

## 出水郡
- 長島町立獅子島小学校〈初代〉（2013年幣串小と統合し長島町立獅子島小学校〈2代目〉へ）[138]
- 長島町立幣串小学校（2013年獅子島小〈初代〉と統合し獅子島小〈2代目〉へ）[138]
- 長島町立本浦小学校（2015年長島町立鷹巣小学校へ統合）[139]
- 長島町立田尻小学校（2017年長島町立川床小学校へ統合）[140]
- 長島町立汐見小学校（2018年長島町立城川内小学校へ統合）[141]
- 東町立片側小学校（1987年御所浦小と統合し獅子島小〈初代〉へ）[39]
- 東町立御所浦小学校（1987年片側小と統合し獅子島小〈初代〉へ）[39]
- 東町立獅子島小学校湯之口分校（1989年）[35]

## 姶良郡
- 栗野町立幸田小学校国見分校（1969年）[137]
- 栗野町立栗野小学校栗野岳分校（1989年）[35]

## 曽於郡

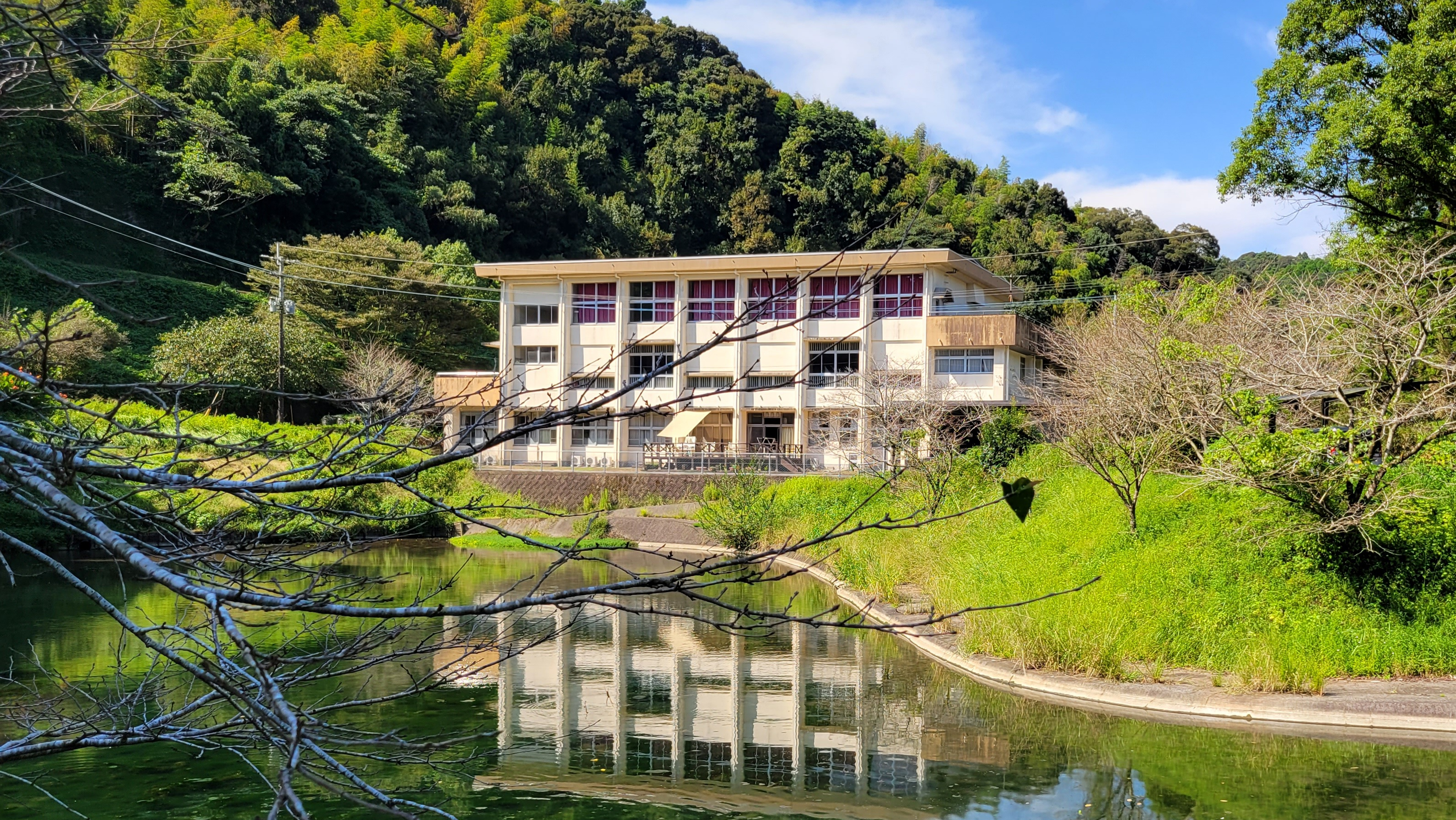
立小野小学校校舎を改装した老人ホーム「エコルたちお野」（2022年撮影）

- 大崎町立立小野小学校（2009年大崎町立野方小学校へ統合）[142]

## 肝属郡

### 錦江町
- 田代村立大原小学校内之牧分校（1958年）[143]
- 田代町立田代小学校花瀬分校（1965年）[144]
- 錦江町立池田小学校（2025年錦江町立大根占小学校へ統合[145][146]）
- 錦江町立宿利原小学校（同上[145]）
- 錦江町立大原小学校（2025年錦江町立田代小学校へ統合[145]）

### 南大隅町

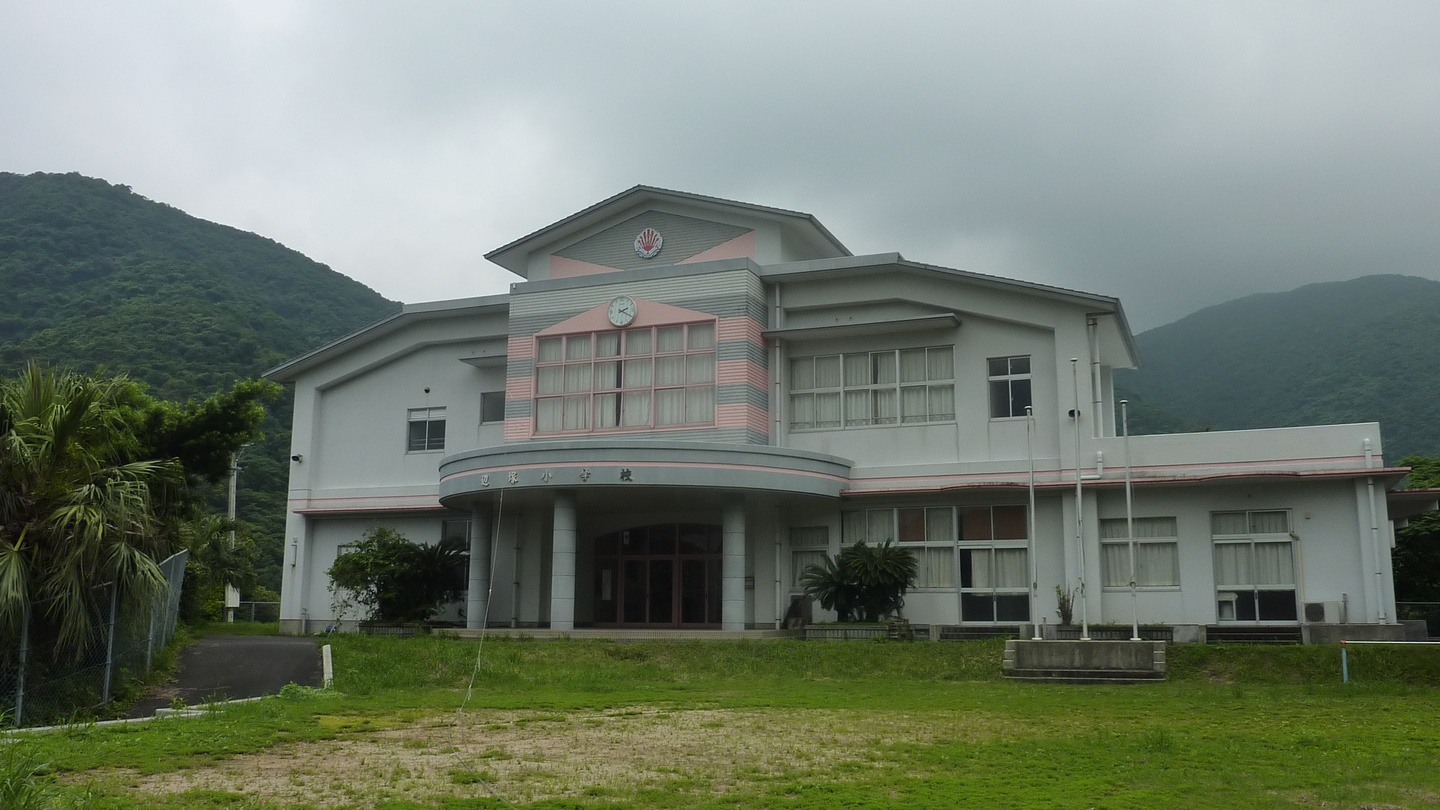
休校中の辺塚小学校。佐多地区の学校統廃合により2013年に正式に廃校となる（2011年撮影）

南大隅町では2013年度に小学校の統廃合が行われ、神山小学校（旧・根占町域）と佐多小学校（旧・佐多町域）へ再編された。佐多小学校は2025年度に南大隅町立第一佐多中学校敷地へ移転し、施設一体型の小中一貫校として運用されている。
- 佐多町立辺塚小学校打詰分校（1968年[149]）
- 佐多町立島泊小学校（1982年佐多小へ統合）[150]
- 南大隅町立辺塚小学校（2009年休校[149]、2013年南大隅町立佐多小学校へ統合[151][152]）
- 南大隅町立大泊小学校（2013年佐多小へ統合[151][152]）
- 南大隅町立竹之浦小学校（同上[151][152]）
- 南大隅町立郡小学校（同上[151][152]）
- 南大隅町立大中尾小学校（同上[151][152]）
- 南大隅町立宮田小学校（2013年南大隅町立神山小学校へ統合[151][152]）
- 南大隅町立登尾小学校（同上[151][152]）
- 南大隅町立滑川小学校（同上[151][152]）
- 南大隅町立城内小学校（同上[151][152]）
- 根占町立登尾小学校辺田別府分校（根占町時代に休校、南大隅町発足後の2009年4月1日廃校[153][154]）

### 肝付町

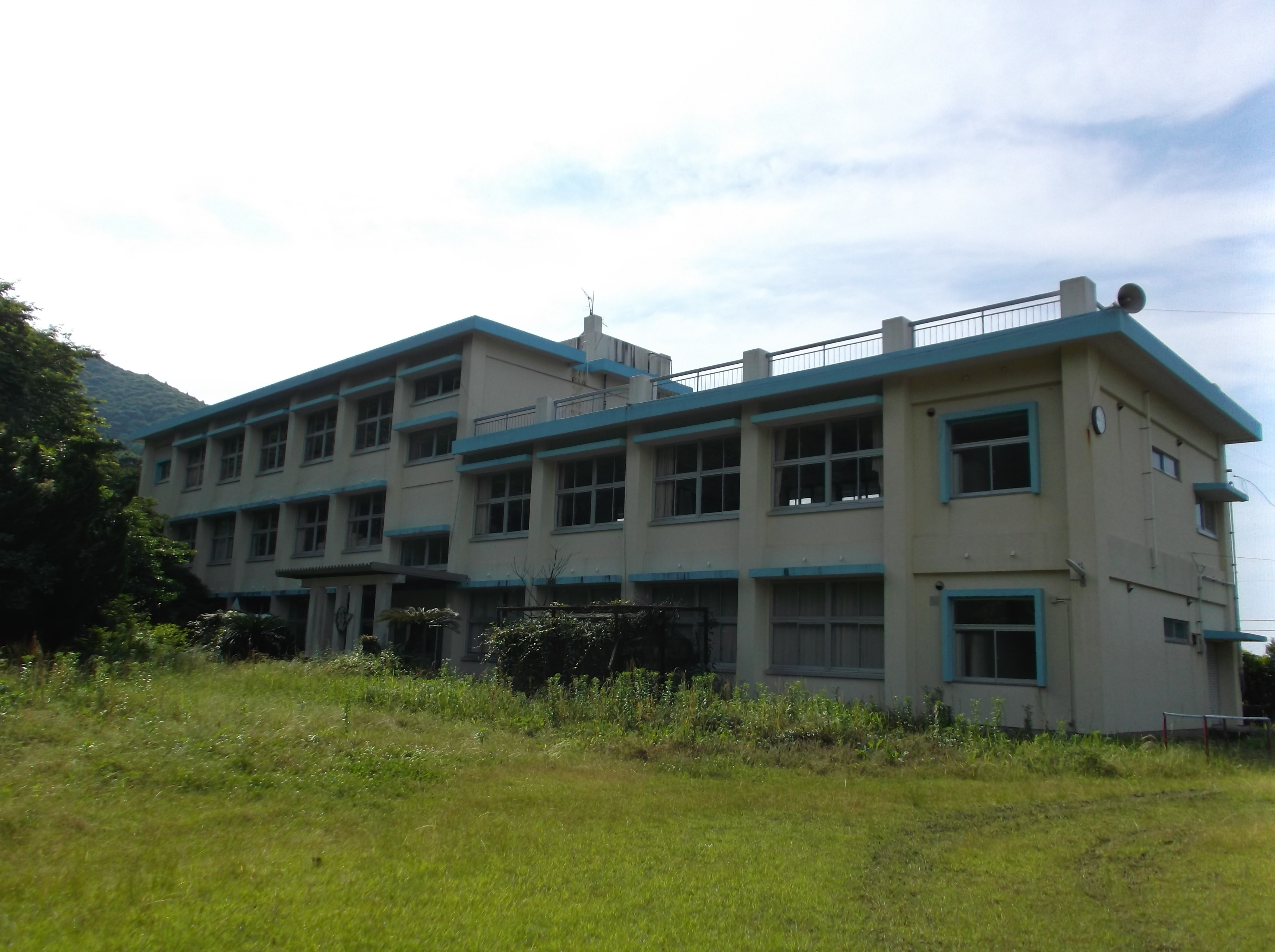
肝付町立有明小学校(旧高山町立)グランドから撮影した校舎

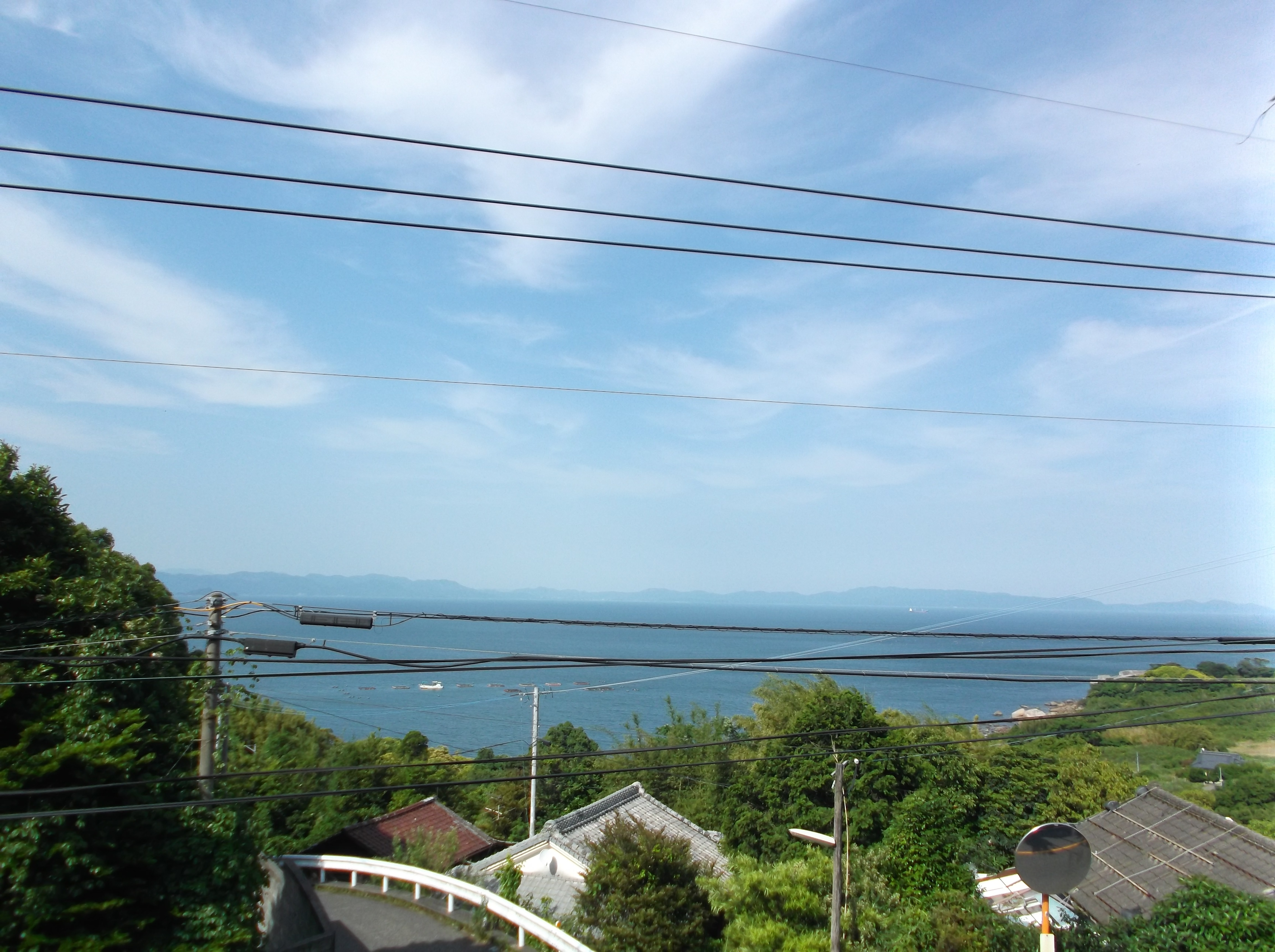
肝付町立有明小学校(旧高山町立)グランドから太平洋に面した志布志湾を見下ろす

- 肝付町立有明小学校（2004年休校〈当時：高山町立〉、児童は肝付町立波野小学校へ編入[155]、2014年廃校[35]）[注釈 12]
- 肝付町立川上小学校（2011年休校[156]、2020年廃校[120]）
- 肝付町立岸良小学校（2021年岸良中と統合し義務教育学校の肝付町立岸良学園へ移行）[157]
- 高山町立川上小学校二股川分校（1965年）
- 高山町立後田小学校（1968年本城小と統合し肝付町立国見小学校〈当時：高山町立〉へ）[158]
- 高山町立本城小学校（1968年後田小と統合し国見小へ）[158]
- 内之浦町立内之浦小学校国見平分校（1955年）[注釈 13][159]
- 内之浦町立小串小学校（1951年肝付町立内之浦小学校〈当時：内之浦町立〉小串分校より独立するも、1970年内之浦小本校へ統合）[160]
- 内之浦町立内之浦小学校宮原分校（1970年内之浦小本校へ統合）[161]
- 内之浦町立津代小学校（1950年内之浦小学校津代分校より独立するも、1973年内之浦小本校へ統合）[162]
- 内之浦町立船間小学校（1948年岸良小学校船間分校より独立するも、1994年岸良小へ統合）[163]
- 肝付町立大浦小学校（1954年船間小大浦分校[注釈 14]から独立するも、1990年休校〈当時：内之浦町立〉[164]、肝付町発足後の2011年9月廃校[165][120]）

## 熊毛郡
- 上屋久町立金岳小学校湯向分校（1969年）[166]
- 上屋久町立小杉谷小学校（1970年）[167]
- 上屋久町立吉田小学校（1973年屋久島町立一湊小学校〈当時：上屋久町立〉へ統合）[168]
- 上屋久町立志戸子小学校（同上）[168]
- 上屋久町立楠川小学校（1973年屋久島町立宮浦小学校〈当時：上屋久町立〉へ統合）[169]
- 屋久町立栗生小学校城下分校（1972年屋久島町立栗生小学校と屋久島町立八幡小学校〈いずれも当時：屋久町立〉へ分割統合）[170]
- 屋久町立竜天小学校（1978年屋久島町立安房小学校〈当時：屋久町立〉へ統合）[171]

## 大島郡

### 大和村
- 大和村立戸円小学校（2009年休校、2013年廃校[172]）

### 瀬戸内町
- 瀬戸内町立管鈍小学校花天分校（1977年）[173]
- 瀬戸内町立木慈小学校（1982年薩川小へ統合）[174]
- 瀬戸内町立西古見小学校（1982年休校、1986年廃校[35]）
- 瀬戸内町立嘉徳小学校（1996年休校、2005年廃校[35]）
- 瀬戸内町立管鈍小学校（2005年休校、2015年廃校）[175]
- 瀬戸内町立古志小学校（2007年）[35]
- 瀬戸内町立節子小学校（2007年休校、2015年廃校）[175]
- 瀬戸内町立押角小学校（2010年休校、2015年廃校）[175]
- 瀬戸内町立須子茂小学校（2011年休校、2018年廃校[176]）
- 瀬戸内町立俵小学校（2013年休校[177]、2023年廃校[178]）
- 瀬戸内町立池地小学校（2014年休校、2017年再開校[179][180]、2025年休校[90]）
- 瀬戸内町立久慈小学校（2016年休校[181]、2021年廃校[182]）
- 瀬戸内町立秋徳小学校（2020年休校[183]、2025年廃校[90]）
- 瀬戸内町立薩川小学校（2025年休校）[184]

### 天城町
- 天城町立兼久小学校当部分校（1980年）[185]
- 天城村立兼久小学校〈旧〉（1960年三和小と統合し天城町立兼久小学校〈当時：天城村立〉へ）[185]
- 天城村立三和小学校（1960年兼久小〈旧〉と統合し兼久小〈新〉へ）[185]

### 喜界町
- 喜界町立湾小学校（2012年統合により喜界町立喜界小学校へ）[186]
- 喜界町立滝川小学校（同上）[186]
- 喜界町立坂嶺小学校（同上）[186]
- 喜界町立荒木小学校（同上）[186]
- 喜界町立上嘉鉄小学校（同上）[186]
- 喜界町立早町小学校〈旧〉（2012年統合により喜界町立早町小学校〈新〉へ）[187]
- 喜界町立阿伝小学校（同上）[187]
- 喜界町立小野津小学校（同上）[187]
- 喜界町立志戸桶小学校（同上）[187]

### 徳之島町
- 徳之島町立神之嶺小学校下久志分校（休校、開始時期不明[188]、2020年廃校[189]）
- 亀津町立井之川小学校（1957年徳之島町立神之嶺小学校〈当時：亀津町立〉へ統合）[190]